# ۲۴۰۰ بعد از میلاد
«۲۴۰۰ بعد از میلاد» (انگلیسی: 2400 A.D.) یک بازی ویدئویی در سبک بازی ماجراجویی است که توسط Origin Systems و در سال ۱۹۸۷ و در پلت‌فرم داس منتشر شده‌است.